# Stato civile
Lo stato civile, in diritto, è l'insieme degli status di rilievo amministrativo del cittadino (cittadinanza, nascita, matrimonio o unione civile e morte), nonché la funzione amministrativa volta ad accertare e dare pubblicità ai fatti giuridici che costituiscono, modificano o estinguono le connesse condizioni e situazioni personali, mediante appositi atti giuridici detti appunto "atti di stato civile".

## Nel mondo

### Italia
La disciplina attuale è contenuta principalmente nel D.P.R. 3 novembre 2000, n. 396 (adottato ai sensi della legge 15 maggio 1997, n. 127). Nell'ordinamento italiano gli atti di gestione competono all'ufficiale dello stato civile, organo presente in ogni comune e preposto all'ufficio dello stato civile. Gli status più comuni sono:
- Fino alla circolare del Ministero dell'Interno n. 09605006-15100/4571 del 13 settembre 1996: Celibe/Nubile, Coniugato/a, Vedovo/a e Divorziato/a
- Dalla circolare del Ministero dell’Interno n.11 del 15 luglio 1997: Libero/a o Coniugato/a

Ai sensi del testo unico in materia di documentazione amministrativa - su documenti d'identità e di riconoscimento, l'indicazione dello stato civile è facoltativa - ma resta d'obbligo in alcune circostanze.